# Stevenson, Washington
Stevenson är administrativ huvudort i Skamania County i delstaten Washington i USA. Orten har fått namn efter bosättaren George H. Stevenson. Vid 2010 års folkräkning hade Stevenson 1 465 invånare.